# Carolina Rosati
Carolina Rosati née Carolina Galletti à Bologne le 13 décembre 1826 et morte à Vallauris le 18 mai 1905, est une danseuse italienne qui s'est rendue célèbre par ses prestations avec le Ballet de l'Opéra de Paris et le Ballet impérial de Saint-Pétersbourg.

## Biographie
Née à Bologne le 13 décembre 1826, elle débute la danse à sept ans avec Carlo Blasis.
En 1841, elle est prima ballerina au Teatro Apollo de Rome.
Elle danse ensuite à Trieste et Parme, puis à La Scala en 1845 avec son mari, Francesco Rosati, dont elle prend le nom. En 1846 elle danse dans un pas de quatre de Jules Perrot au Her Majesty's Theatre de Londres, où elle danse aussi dans Fiorita et la Reine des Elfrides (1848) et dans La Prima ballerina (1849) que Paul Taglioni a créé pour elle.
Arrivée à Paris en 1851, elle danse dans l'opéra de Fromental Halévy La tempesta puis, deux ans plus tard, dans le ballet de Joseph Mazilier Jovita ou les Boucaniers. Elle est alors engagée par l'Opéra de Paris où elle devient la danseuse la mieux payée de son temps. En 1856, elle crée le rôle de Médora dans Le Corsaire de Mazilier, ainsi que plusieurs autres premiers rôles dans les œuvres du même chorégraphe, talonnée par Amalia Ferraris.
Lorsque sa rivale Angelina Fioretti arrive à Paris en 1859, Rosati s'en va au Théâtre Bolchoï Kamenny de Saint-Pétersbourg, où elle danse dans Jovita et dans d'autres ballets qu'Arthur Saint-Léon crée pour elle, ainsi que dans La Fille du pharaon de Marius Petipa. Elle dans également tous les grands rôles classiques dans Paquita, Giselle, Le Cheval de bronze, La Somnambule et La Esmeralda.
Carolina Rosati prend sa retraite en 1862 et meurt dans sa villa de Golfe-Juan en mai 1905 à l'âge 82 ans selon la presse de l'époque ou de 83 ans selon l'acte de décès, ce qui la ferait naître fin 1822 ou début 1823. Elle était la mère du journaliste Jules Rosati (1850-1922) qui fut secrétaire de rédaction à L'Echo de Paris pendant plus de 35 ans.

## Galerie

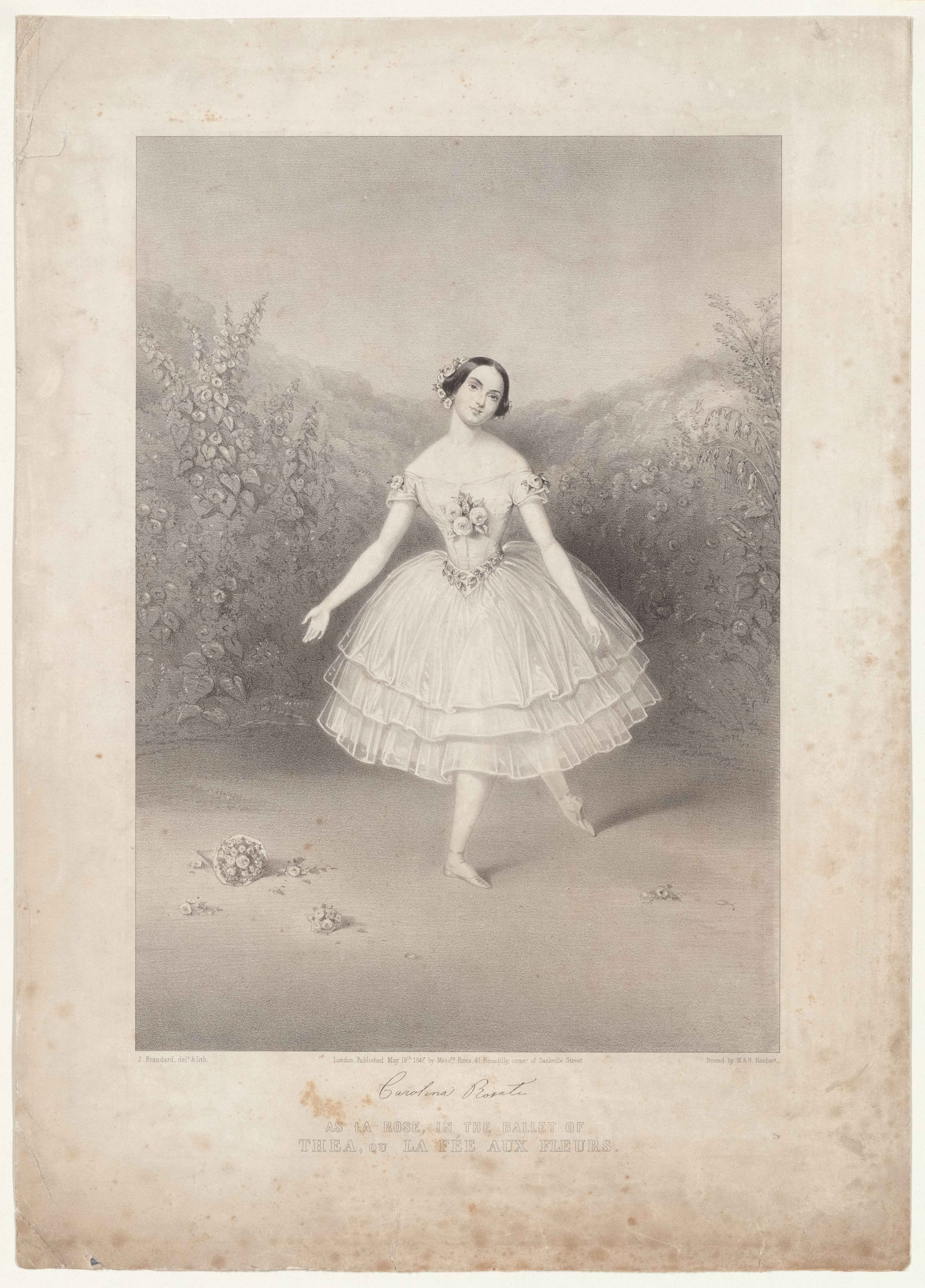
Carolina Rosati en 1847 dans le rôle de la Rose, ballet Thea ou la Fée aux fleurs.
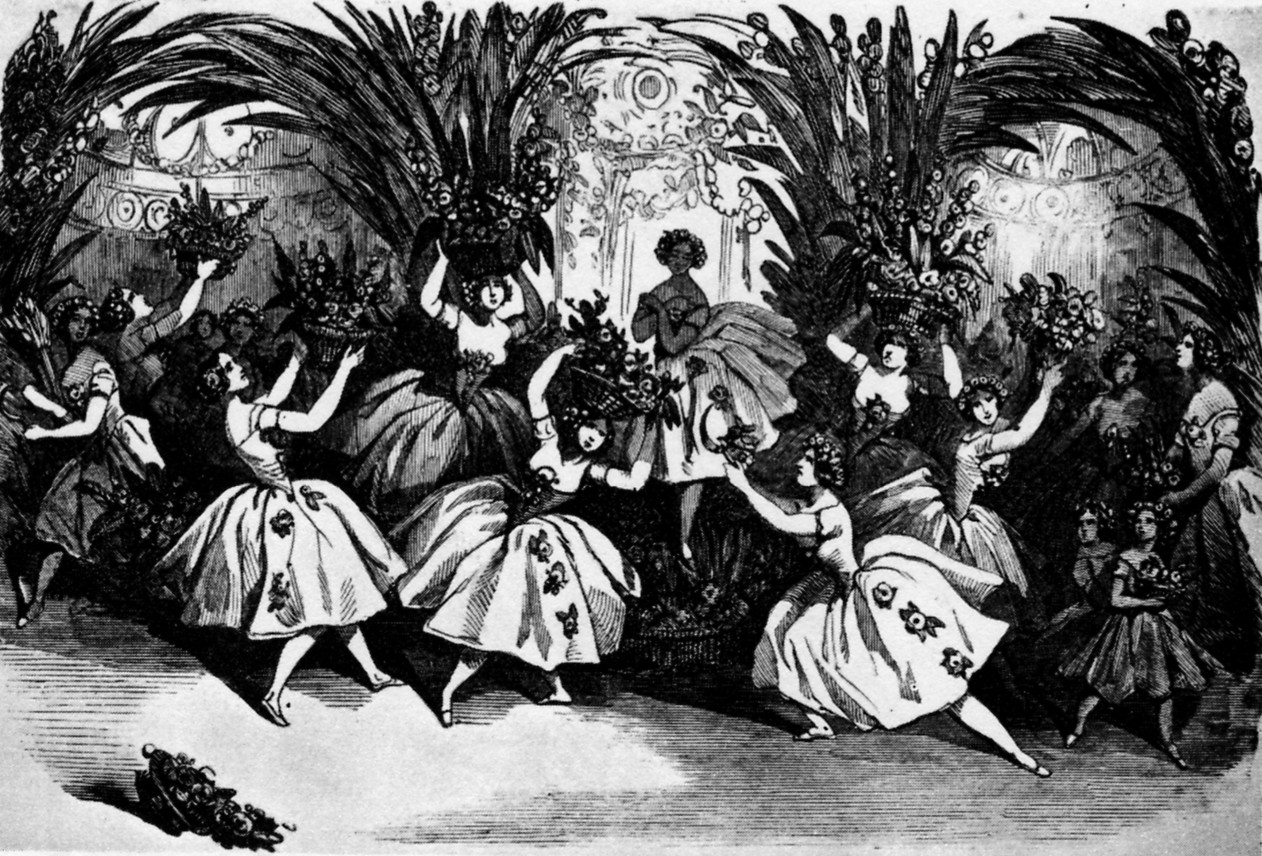
Les Quatre Saisons, avec Carlotta Grisi, Marie Taglioni et Fanny Cerrito en 1848.
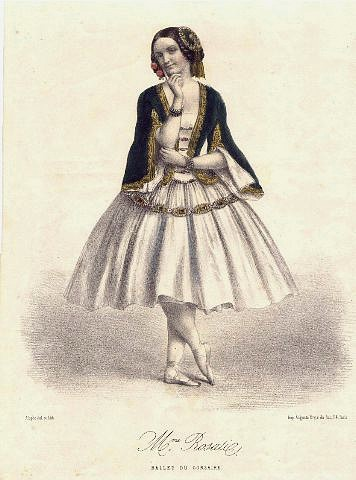
Carolina Rosati en 1856 dans le rôle de Médora du ballet Le Corsaire.
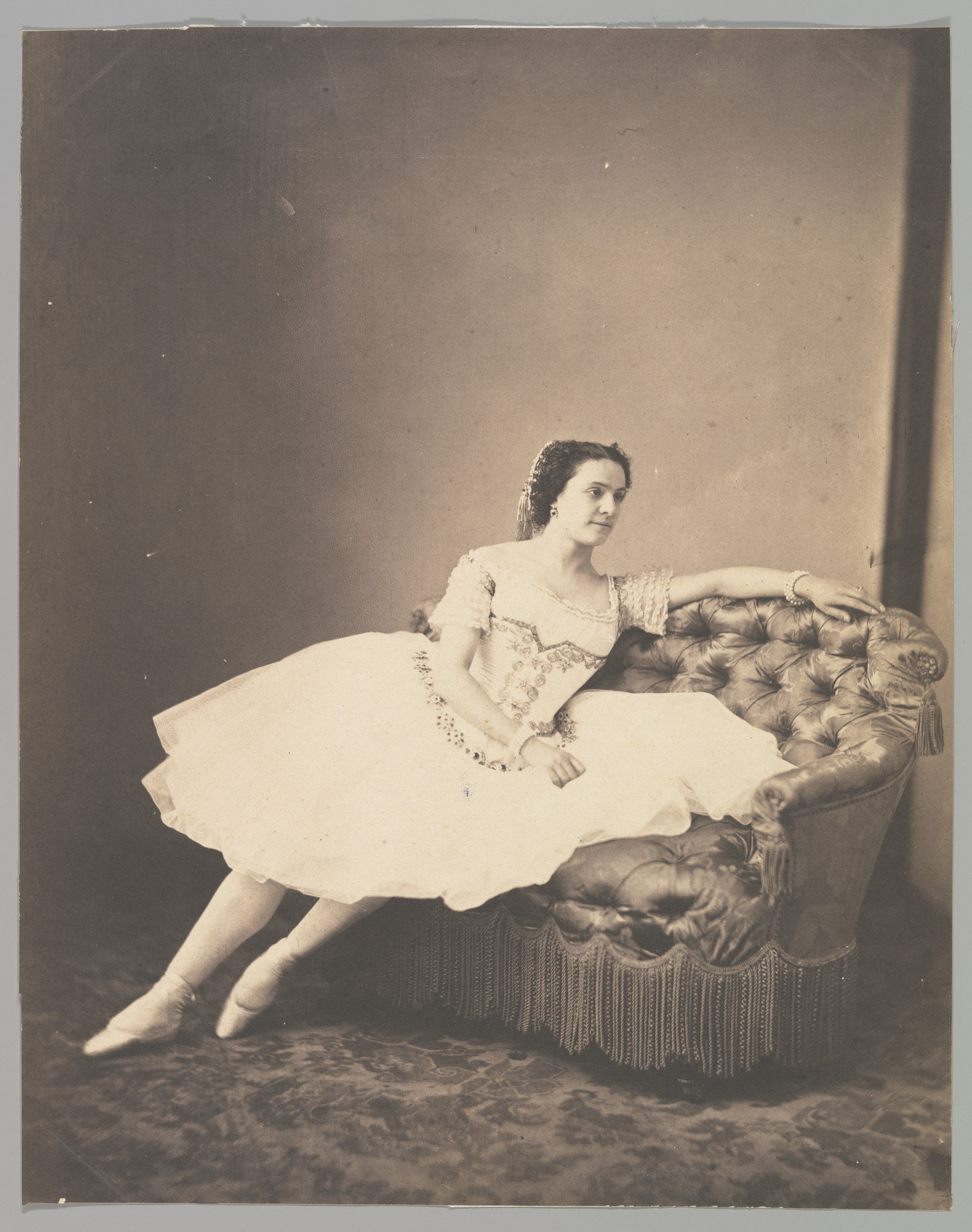
Carolina Rosati photographiée par Eugène Disdéri vers 1860.